# Troy (Alabama)
Pour les articles homonymes, voir Troy (homonymie).
La ville américaine de Troy est le siège du comté de Pike, dans l’Alabama. En 2008, elle comptait 14 482 habitants.

## Démographie
| 1850 | 1870  | 1880  | 1890  | 1900  | 1910  | 1920  | 1930  |
| ---- | ----- | ----- | ----- | ----- | ----- | ----- | ----- |
| 600  | 1 058 | 2 294 | 3 449 | 4 097 | 4 961 | 5 696 | 6 814 |

| 1940  | 1950  | 1960   | 1970   | 1980   | 1990   | 2000   | 2010   |
| ----- | ----- | ------ | ------ | ------ | ------ | ------ | ------ |
| 7 055 | 8 555 | 10 234 | 11 482 | 13 124 | 13 051 | 13 935 | 18 033 |

## Personnalités
- Pine Top Smith (1904-1929), pianiste né à Troy.
- Willie Davenport (1943-2002), champion olympique du 110 m haies à Mexico, en 1968, recordman du monde, est né à Troy.

## Source
- (en) Cet article est partiellement ou en totalité issu de l’article de Wikipédia en anglais intitulé « Troy, Alabama » (voir la liste des auteurs).